# Pomorskie Towarzystwo Ratownicze
Pomorskie Towarzystwo Ratownicze jest społeczną jednostką ratowniczą o charakterze stowarzyszenia z siedzibą w Szczecinie.
Istnieje nieprzerwanie od 1999 roku i zajmuje się zabezpieczaniem wszelkiego typu wydarzeń na terenie Szczecina i okolic - stanowi zaplecze medyczne imprez sportowych, kulturalnych, klubowych, obchodów świąt państwowych, zgromadzeń oraz imprez masowych, wliczając w to np. The Tall Ships Races.
Pomorskie Towarzystwo Ratownicze także wpisane jest na listę jednostek współpracujących z systemem Państwowego Ratownictwa Medycznego, wchodzi w skład Miejskiego Sztabu Zarządzania Kryzysowego oraz Miejskiego Referatu Obrony Cywilnej miasta Szczecina, współpracuje z Wojewódzką i Miejską Komendą Policji, Strażą Pożarną i Pogotowiem Ratunkowym w Szczecinie. Wspomaga swoimi siłami służby systemowe w momencie wypadku masowego lub stanu kryzysowego. W skład stowarzyszenia wchodzą ratownicy i ratownicy medyczni. Celem stowarzyszenia jest także prowadzenie działań profilaktycznych, takich jak patrole miejskie, promowanie zachowań zwiększających bezpieczeństwo i w zakresie udzielania pierwszej pomocy, wizyty w szkołach oraz udział w lokalnych i ogólnopolskich kampaniach społecznych.